# Sturgis, South Dakota
Sturgis är administrativ huvudort i Meade County i South Dakota. Enligt 2020 års folkräkning hade Sturgis 7 020 invånare.
Sturgis Motorcycle Rally hålls årligen i början av augusti i Sturgis.